# Ein Volksfeind

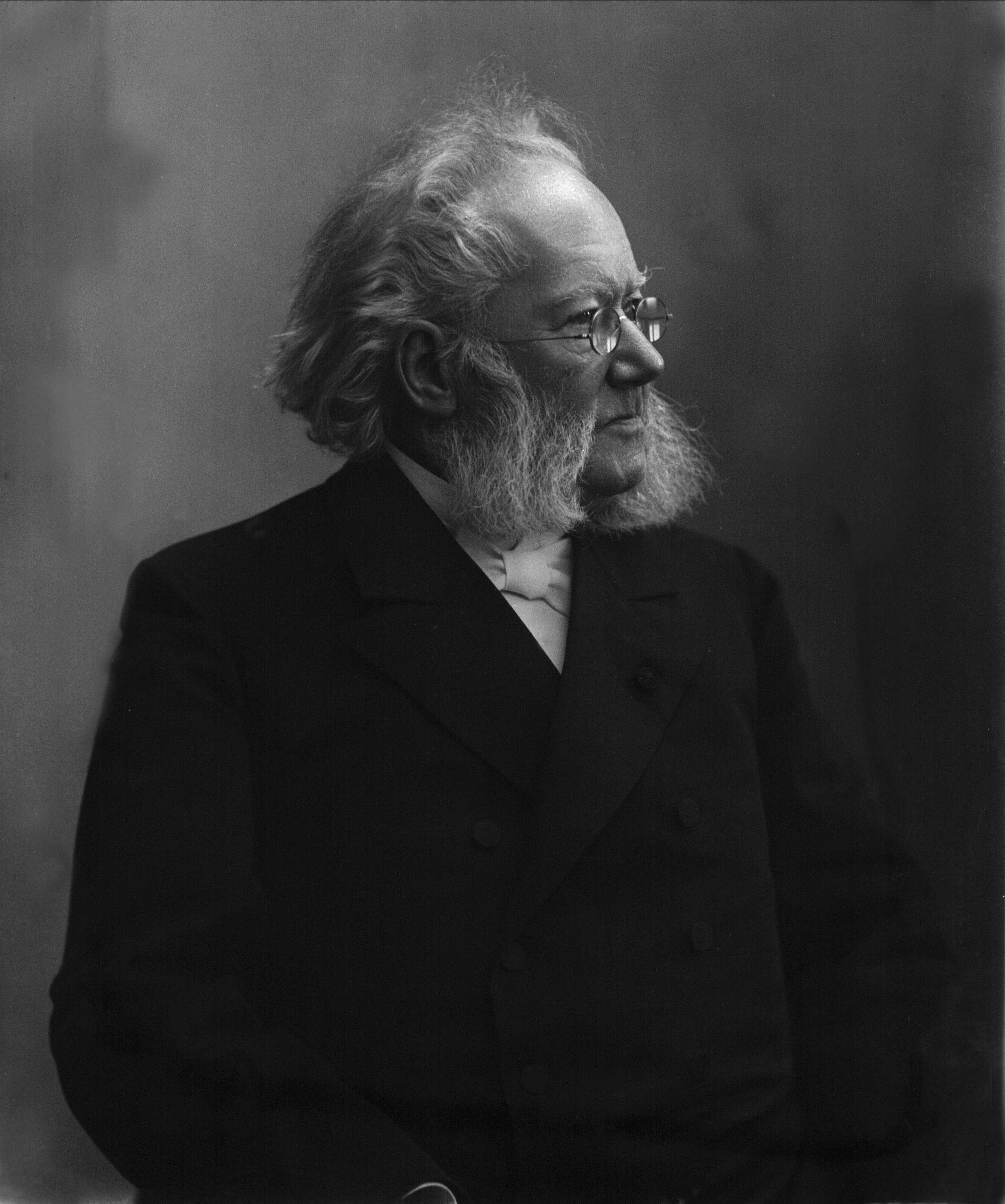
Henrik Ibsen von Gustav Borgen

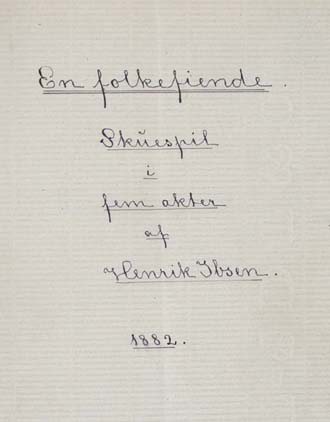
Titelseite des Originalmanuskriptes

Ein Volksfeind (norwegisch: En Folkefiende) ist ein gesellschaftskritisches Drama des norwegischen Schriftstellers Henrik Ibsen aus dem Jahr 1882. Leitmotive sind Wahrheit und Freiheit sowie Mehrheit und Recht. Besonders beanstandet Ibsen die öffentliche Meinung, die oft als Wahrheit akzeptiert werde. Er schrieb Ein Volksfeind als Antwort auf die Kritik an seinen Dramen Nora oder Ein Puppenheim und Gespenster. Beide wurden zu seiner Zeit als skandalös betrachtet, da sich Ibsen gegen die herrschenden Konventionen wandte. Ibsens letztes Gesellschaftsdrama Ein Volksfeind hatte, wie von ihm erwartet, trotz des brisanten Themas beim Publikum und der Theaterkritik Erfolg und wird auch heute noch häufig aufgeführt und als Schullektüre eingesetzt.
Inhalt des naturalistischen Schauspiels ist der Konflikt zwischen einem Badearzt und den Honoratioren sowie der Bürgerschaft eines norwegischen Kurortes. Die wirtschaftlich stark vom Kurbad abhängige Stadt diffamiert den Badearzt als einen Volksfeind. Denn er will ein wissenschaftliches Gutachten veröffentlichen, wonach das Wasser des Kurbads verseucht ist. Schließlich kommt er zu dem Schluss, dass die gesamte Gesellschaft vergiftet sei, da sie auf dem „Boden der Lüge ruht“. Er behauptet, die „kompakte, liberale“ und „geschlossene Mehrheit“ sei der „gefährlichste Feind der Wahrheit und der Freiheit.“
Der Protagonist kämpft gegen die irrationalen Tendenzen der Massen sowie das scheinheilige und korrupte politische System, das diese unterstützen. Ein Volksfeind ist das Drama eines tapferen Mannes, der versucht, das Richtige im Namen der Wahrheit in einem Umfeld extremer sozialer Intoleranz zu tun. Doch alle Figuren weisen Brüche und Widersprüche auf, sodass die Grenzen zwischen Gut und Böse, Wahrheit und Lüge nicht eindeutig sind.
Das Stück hat fünf Aufzüge und wurde erstmals am 13. Januar 1883 am Christiania Theater in Oslo aufgeführt. Die deutsche Erstaufführung fand 1890 durch die neu gegründete Freie Volksbühne Berlin statt.

## Aufbau des Dramas und kritisch-realistische Methode
Ibsen konstruiert sein Schauspiel weitgehend nach der antiken Dramatheorie des Aristoteles, lässt allerdings das Ende offen. Er überträgt die bereits in der Literatur entwickelte kritisch-realistische Methode auf das Theater und ermöglicht damit eine ökonomische, soziale, politische Analyse der bürgerlichen Gesellschaft verbunden mit komplexen widersprüchlichen individuellen Figurenzeichnungen, so weit wie möglich an der Wirklichkeit (Naturalismus) orientiert. Durch die Aufnahme epischer Anklänge, nach Aristoteles unerwünscht, eröffnet er einen weiteren historischen Horizont als im traditionellen Drama möglich. Er zeigt Probleme in der Vergangenheit als Quelle für den gegenwärtigen Konflikt auf. Außerdem benutzt er verschiedene Sprachebenen und formuliert ausführliche Regieanweisungen, um sich möglichst der Realität anzunähern. Mit all dem weist er auf verschiedene Richtungen des modernen Theaters im 20. Jahrhundert hin.

## Handlung
Das Drama spielt in einer Küstenstadt im südlichen Norwegen. Der Ort lebt vom Tourismus, nicht zuletzt durch das neue Bad, welches der Stadtvogt als die „vornehmste Lebensquelle der Stadt“ bezeichnet. Protagonist ist der Badearzt Dr. Thomas Stockmann. Er lebt zusammen mit seiner Frau Kathrine („Käte“), der Tochter Petra, von Beruf Lehrerin und den beiden Söhnen Eilif (13 Jahre) und Morten (10 Jahre) seit einiger Zeit im Kurort. Antagonist ist der Stadtvogt und Vorsitzende der Badeverwaltung Peter Stockmann, der ältere Bruder des Doktors.

### Die Entdeckung – 1. Akt
Die Handlung beginnt im Wohnzimmer der Familie Stockmann, wo gerade der Redakteur des Volksboten Hovstad und sein Mitarbeiter Billing zu Gast sind. Auch der Stadtvogt kommt hinzu. Da sein Bruder mit seinen Söhnen unterwegs ist, unterhält er sich mit Hovstad über das Bad. Als Vorsitzender der Kurverwaltung schwärmt der Stadtvogt vom Wohlstand und Aufschwung, den das Kurbad in den letzten Jahren für den Ort gebracht habe. Als Hovstad auf die wichtige Rolle seines jüngeren Bruders bei der Entstehung des Bades zu sprechen kommt, wehrt Peter Stockmann ab und unterstreicht seinen eigenen hervorragenden Beitrag zur Förderung des Kurbads.
Danach treten sowohl Dr. Stockmann als auch seine Söhne und Kapitän Horster auf. Es entsteht ein erster Disput zwischen Thomas und Peter. Der Volksbote will einen positiven, von Thomas verfassten Artikel über das Kurbad drucken, was Peter befürwortet, Thomas jedoch aus zunächst ungeklärtem Grund vehement ablehnt. Thomas Stockmann spricht zu diesem Zeitpunkt lediglich von unnormalen Verhältnissen im Kurbad, ohne diese zu benennen. Erst als Peter, von Thomas’ Zurückhaltung gegenüber der Veröffentlichung des Artikels in Rage gebracht, gegangen ist und Petra mit einem Brief des Postboten in die Szene tritt, wird offensichtlich, worum es geht.
Der Badearzt hat das Trink- und Seewasser des Kurortes von Chemikern an einer Universität analysieren lassen. Dabei wurde festgestellt, dass es schädliche beziehungsweise krankheitserregende Mikroorganismen enthält. Damit haben sich seine Einwände beim Bau des Bades bestätigt: Die gesamte, erst vor kurzem gebaute Wasserleitung muss umgelegt werden. Diese Neuigkeit verkündet er stolz Hovstad und Billing, die ihm begeistert zustimmen. Sie spekulieren bereits darüber, wie man ihm danken könne.
Dr. Thomas Stockmann ist fest entschlossen, den Missstand zu bereinigen und das Gutachten publik zu machen. In einem Brief an die Badeverwaltung, also auch an seinen Bruder, will er die Beweislage darlegen. Er nimmt an, dass der Stadtvogt die Entdeckung begrüßen wird und erlaubt den Journalisten, einen kleinen Artikel über den Befund zu drucken.

### Der Brüderkonflikt – 2. Akt
Thomas öffnet in seinem Wohnzimmer einen Brief seines Bruders, der ihm das Gutachten zurücksendet und seinen Besuch ankündigt, um persönlich mit ihm darüber zu sprechen.
Auftritt von Morten Kiil, Kathrines Pflegevater und Besitzer der für die Wasserverseuchung ursächlichen Gerberei: Er gratuliert dem Badearzt zum gelungenen Streich, denn er glaubt, Thomas habe den Skandal erfunden, um den gutgläubigen Stadtvogt bloßzustellen. Peter Stockmann hatte nämlich dafür gesorgt, dass Kiil aus dem Stadtrat herausvotiert wurde.
Hovstad und der Buchdrucker Aslaksen, Repräsentant der Kleinbürger, betreten die Bühne und bieten Dr. Thomas Stockmann ihre Unterstützung an. Sie unterstreichen, dass es wichtig und richtig sei, seinen Artikel möglichst schnell zu drucken, um die Missstände des Kurbads aufzuklären und so die Wahrheit ans Licht zu bringen. Dies wird laut Hovstad zu der Erkenntnis führen, dass auch die Obrigkeit nicht unfehlbar ist, und das Volk motivieren die Honoratioren abzusetzen. Dadurch könne der Kurarzt selbst in eine leitende Position aufsteigen und die Geschicke des Kurbads mitbestimmen. Durch diese Befreiung von der Unterdrückung werde er seine Fähigkeiten positiv einsetzen, Kenntnisse gewinnen und sein Selbstwertgefühl steigern können. Bei Protestäußerungen dürfe das Volk sich nicht um mögliche Gegenwehr der bisherigen Führungskräfte kümmern.
Hier widerspricht Aslaksen Hovstad in der Hinsicht, dass er jegliche Form von Gewaltanwendung strikt ablehnt. Er hat Angst vor der Reaktion der führenden Persönlichkeiten, da diese überwältigende Macht besäßen und damit dem aufbegehrenden Volk gefährlich werden könnten. Aslaksen vertritt die Interessen der Kleinbürger, vor allem diejenigen der Hausbesitzer, und unterstreicht in diesem Zusammenhang mehrmals, dass man gemäßigt vorgehen müsse und nicht zu stark auffallen dürfe. Zudem betont er seinen Einfluss im Kurort und beschließt, sogleich mit den Hausbesitzern zu reden, um sie von dem Vorhaben zu überzeugen. Eine Art offenes Dankesschreiben seitens der Bürgerschaft an den Badearzt soll aufgelegt werden und seinen Einsatz für die gemeinnützige Sache würdigen.
Als Aslaksen gegangen ist, bezeichnet Hovstad Thomas gegenüber dessen Ansichten als „feige“ und „halbherzig“ und betont, man müsse unabhängig und selbstsicher sein. Die beiden Männer beschließen, dass der Redakteur, auch falls die Aussprache Thomas Stockmanns mit seinem Bruder misslingen sollte, einen Leitartikel zu dem Thema verfassen wird und die Universitätsanalyse veröffentlichen darf.
Nachdem auch Hovstad das Wohnzimmer verlassen hat, kehrt Petra von der Schule zurück. Thomas berichtet über die Gespräche mit Hovstad und Aslaksen und verkündet stolz, er habe „die geschlossene Mehrheit“ hinter sich.
Darauf erscheint – wie angekündigt – sein Bruder Peter, Vorsitzender der Badeverwaltung. Er verlangt von Thomas, das Gutachten und die Anschuldigungen gegen die Kurverwaltung nicht an die Öffentlichkeit zu bringen. Zunächst versucht er den Badearzt mit Argumenten zu überzeugen. So bringt er vor, dass der Umbau, der die von der Gerberei ausgehende Verschmutzung beheben könnte, mindestens zwei Jahre dauern und immense Kosten mit sich bringen würde, die die Kleinbürger zu tragen hätten. In dieser Zeit würde der Besucherstrom sich Bädern der umliegenden Orte zuwenden und eine der Haupteinnahmequellen der Stadt versiegen. Die Zukunft der Heimatstadt werde dadurch ungewiss. Somit diene die Geheimhaltung der Erkenntnisse letztendlich dem Gemeinwohl. Da jedoch bereits Gerüchte über vergiftetes Wasser kursierten und der Volksbote schon informiert sei, fordert er seinen Bruder nachdrücklich auf, öffentlich allen Berichten über die Verseuchung des Wassers entgegenzutreten.
Der Kurarzt ist entsetzt über die Pläne seines Bruders und bezeichnet sie als eine „Hinterlist, – eine Betrügerei, eine Lüge, geradezu ein Verbrechen am Publikum, an der ganzen Gesellschaft“. Er beharrt auf seiner Position, dass das Wohlergehen der Kurgäste wichtiger als ökonomische Vorteile ist und beruft sich auf die Redefreiheit eines jeden Menschen. Weiter argumentiert er, dass die Mängel früher oder später ans Tageslicht kommen und somit die Stadt in den Ruin treiben werden. Daraufhin droht der Stadtvogt mit seiner Entlassung als Badearzt, sollte er es wagen, mit seinem Gutachten an die Öffentlichkeit zu gehen. Er bezeichnet seinen Bruder als lästig und reizbar, gar als einen „Feind der Gesellschaft“.
Als der Streit zu eskalieren droht, versucht Kathrine aus Angst vor dem Existenzverlust – denn der Bruder hat die Familie oftmals unterstützt – die Auseinandersetzung zu schlichten, während Petra mit ihrer Unterstützung des Vaters genau das Gegenteil bezweckt. Drohend verlässt der Stadtvogt das Haus, und Kathrine versucht vergeblich ihren Mann umzustimmen. Dieser jedoch lässt sich nicht irritieren und will sein Recht nicht verwirken, „seinen“ Jungens in die Augen zu sehen, wenn sie einmal erwachsene, freie Männer sind.

### Des Doktors Verlust der Unterstützung – 3. Akt
Handlungsort des dritten Akts ist das Redaktionsbüro des Volksboten. Hovstad und sein Mitarbeiter Billing sprechen über Dr. Stockmanns brisantes Material. Beide erachten eine Veröffentlichung als „Revolution“.
Dann taucht der Doktor auf und verkündet eifrig und eilig zugleich, in ebenfalls kämpferischer Ausdrucksweise, dass sein Artikel in den Druck gehen könne und der „Krieg“ eröffnet sei, worüber sich die beiden Herren lautstark freuen. Dr. Stockmann ist überzeugt, die Mehrheit auf seiner Seite zu haben. Er spricht metaphorisch von der Reinigung des Gemeinwesens und betont, er handele „im Namen der Wahrheit und um meines Gewissens willen“. Hovstad proklamiert die Machtergreifung durch das einfache Volk. Einzig Aslaksen wendet ein, dass bei dem Vorhaben Mäßigung gewahrt werden müsse. Gemeinsam ehren Hovstad, Billing und Aslaksen den Badearzt als einen „Volksfreund“. Dieser bedankt sich und verlässt, sein Manuskript Aslaksen hinterlassend, das Redaktionsbüro.
In der darauffolgenden Konversation werden die Widersprüchlichkeiten der Personen deutlich: Obwohl Aslaksen mit seinen gemäßigten Äußerungen ängstlich erscheint, zeigt er sich politisch doch einflussreich und durchsetzungsstark. Hovstad indes nimmt die Redakteursposition wahr, die zuvor ein Regierungspräsident innehatte, und Billing hat sich gerade für einen Sekretariatsposten beworben, obwohl er sich als Gegner der Obrigkeit darstellt.
Hovstad bleibt allein im Büro zurück und bekommt Besuch von Petra. Er gibt ihr gegenüber zu, dass seine Unterstützung für ihren Vater auch mit seinem Gefallen an ihr zusammenhängt. Die junge Frau ist sehr entrüstet. Als er sie zudem darauf hinweist, dass ihr Vater auf die Hilfe des Volksboten angewiesen sei, verlässt sie angewidert das Büro.
Anschließend kommt der Stadtvogt durch eine Hintertür herein, um mit dem Redakteur des Volksboten zu sprechen. Ihm gelingt es, sowohl Aslaksen als auch Hovstad und Billing von ihrem Vorhaben abzubringen, indem er sie einerseits einschüchtert und andererseits mit den Argumenten zu überzeugen versucht, das Geld zur Sanierung müsse von den Steuerzahlern aufgebracht und der Badebetrieb für mindestens zwei Jahre geschlossen werden.
Genau in diesem Moment betritt Dr. Stockmann das Büro. Sein Bruder versteckt sich. Auch Kathrine taucht auf. Sie will den Druck des Artikels ihres Mannes nicht zulassen, weil sie Angst um die Existenz der Familie hat. Doch der Amtsrat Peter Stockmann bleibt nicht lange unentdeckt. Sein Hut und Stock haben ihn verraten.
Die Situation eskaliert, als Thomas Stockmann gewahr wird, dass weder die geschlossene Mehrheit der Bürger noch einer der drei Männer hinter ihm stehen. Alle drei machen deutlich, dass die Veröffentlichung seines Artikels nicht im Interesse der Öffentlichkeit, des aufgeklärten Publikums, der Hausbesitzer beziehungsweise der Abonnenten sei. In dieser Situation bekennt sich Kathrine erstmals zum Standpunkt ihres Mannes und garantiert ihm ihre Unterstützung.
Dr. Thomas Stockmann beschließt nunmehr sein Manuskript „in einer großen Volksversammlung vorzulesen, sodass alle Mitbürger die Stimme der Wahrheit vernehmen“.

### Vom Volksfreund zum Volksfeind – 4. Akt

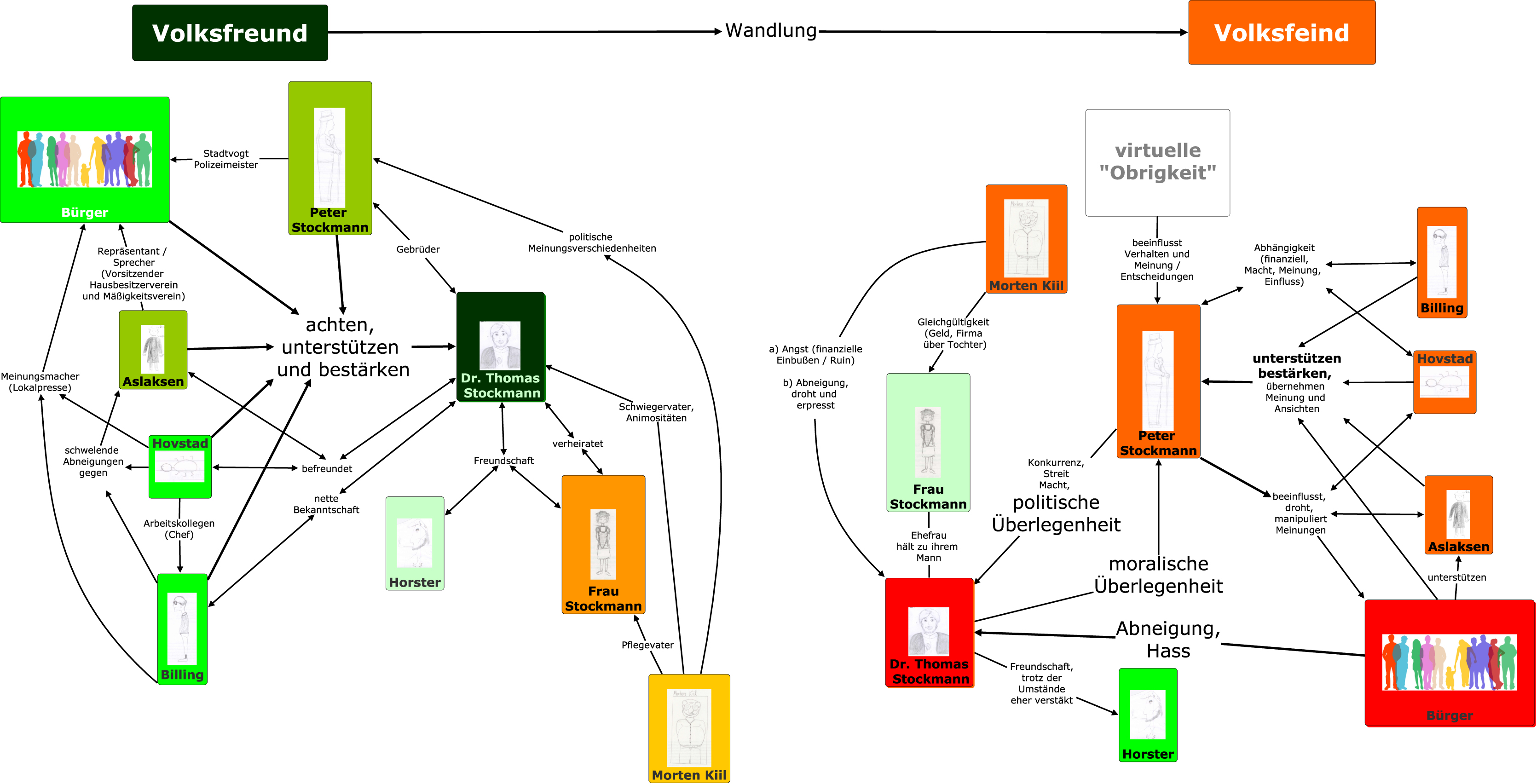
Figurenkonstellation: Vom Volksfreund zum Volksfeind.

Der vierte Akt spielt in einem Saal, der Kapitän Horster gehört. Nur er als Seefahrer ist bereit gewesen, Thomas Stockmann einen Raum für seine Kundgebung zur Verfügung zu stellen. Anwesend ist eine große Volksmenge aller Stände, seine Familie, Aslaksen, Hovstad, Billing und der Stadtvogt. Vor der Versammlung stand im Volksboten ein Bericht des Stadtvogts, wonach die Aussagen des Badearztes nicht der Wahrheit entsprächen. Mit seinen Umbauplänen würde er die ganze Stadt finanziell ruinieren.
Auf diesem Hintergrund gelingt es Aslaksen, die Kontrolle über die Veranstaltung als Vorsitzender zu gewinnen. Er appelliert in dieser Rolle an Dr. Stockmann sich zu mäßigen. Außerdem ermöglicht er es dem Stadtvogt, die Bürger im Saal gegen den Badearzt aufzubringen und so den „Volkswille[n]“ durchzusetzen, wonach der Badebetrieb genauso lukrativ weitergehen soll wie bisher. Auch Hovstad fühlt sich veranlasst, Stellung zu nehmen: Er verteidigt seine „liberale Gesinnung“, merkt jedoch an, dass lokale Fragen davon ausgenommen seien und betont, es sei die Pflicht eines Redakteurs, „in Übereinstimmungen mit seinen Lesern zu wirken“ und „die Wohlfahrt seiner Gesinnungsgenossen zu fördern“. Als Aslaksen den Badearzt durch Abstimmung mundtot machen will, überrascht Doktor Stockmann die Menge mit der Ankündigung, nicht über die lokalen Missstände zu sprechen, sondern über den Verfall der gesamten Gesellschaft. Durch den Skandal um das verseuchte Wasser sei ihm aufgefallen, „dass unsere sämtlichen geistigen Lebensquellen vergiftet sind, dass unsere ganze bürgerliche Gesellschaft auf dem verpesteten Boden der Lüge ruht“. Er beklagt die Inkompetenz der „Spitzen der Badeverwaltung“. Der Hauptgrund für die Misere sei allerdings die „kompakte, liberale“ und „geschlossene Mehrheit“, denn sie sei der „gefährlichste Feind der Wahrheit und der Freiheit“. „Die Mehrheit hat die Macht – leider –; aber das Recht hat sie nicht. […] Die Minorität hat immer das Recht.“ Alles andere hält er für eine gesellschaftliche Lüge, „gegen die ein freier, denkender Mann sich empören muss“.
Dr. Stockmann bemängelt die mangelnde Akzeptanz neugeborener, junger, keimender Wahrheiten. Die Mehrheit glaubt demnach an Wahrheiten, „die so hoch in die Jahre gekommen sind, dass sie auf dem Wege sind, wacklig zu werden. Aber wenn eine Wahrheit so alt geworden ist, so ist sie auf dem besten Wege, eine Lüge zu werden.“ Eine „normal gebaute Wahrheit“ lebe „in der Regel siebzehn bis achtzehn, höchstens zwanzig Jahre; selten länger“. Wahrheiten verlieren also mit der Zeit ihren Wahrheitsgehalt und dennoch würden neue Wahrheiten erst in hohem Alter von der Mehrheit anerkannt. Solche überholten „Mehrheitswahrheiten“ seien der Grund für den moralischen „Skorbut, der rings in allen Gesellschaftsschichten grassiert“.
Darüber hinaus behauptet Dr. Stockmann, dass es „nie und nimmer richtig sein [kann], dass die Dummen über die Klugen herrschen“. Die Klugen seien die Vornehmen, das heißt die Freisinnigen. Schließlich verurteilt er mit quasi religiösen Worten die „Irrlehre“ des Volksboten, dass „die Masse und der Pöbel […] im Besitz des Freisinns und der Moral [wären]“, und erklärt, dass „die Verdummung, die Armut, die Elendigkeit der Lebensverhältnisse“ der Grund für dieses „Teufelswerk“ sind mit der Konsequenz, „die Zukunft der Stadt auf einem Schlammboden von Lüge und Betrug zu gründen“.
Durch die Polemik Dr. Stockmanns ist das Publikum erbost. Vollends in Rage gerät die Menge, als er verkündet: „Es ist nichts daran gelegen, wenn eine lügenhafte Gesellschaft zugrunde geht. […] möge das ganze Land zu Grunde gehen; möge das ganze Volk hier ausgerottet werden!“ Daraufhin führt Aslaksen, Mitglied des Mäßigungsvereins, eine Abstimmung darüber herbei, ob Dr. Stockmann ein „Volksfeind“ ist oder nicht. Mit allen Stimmen, außer der eines Betrunkenen, wird der Badearzt zum Volksfeind erklärt. Die wütende Menge zieht zum Wohnsitz der Familie Stockmann. Nur durch den mutigen Einsatz von Kapitän Horster gelingt es Dr. Stockmann und seiner Familie in ihr Haus zurückzukehren.

### Der Doktor bleibt resistent – 5. Akt
Ort der Handlung ist das Arbeitszimmer des Doktors. Er hebt Steine auf, welche die erboste Menge durch seine Fenster geworfen hatte. Zutiefst ist er von der Beschuldigung als Volksfeind getroffen.
Allmählich werden die Auswirkungen seiner Rede deutlich. Der Amtsrat legt seinem Bruder die Kündigung vor, auch der Vermieter kündigt der Familie und Petras Vorgesetzte entlässt die Lehrerin: Alles aufgrund der öffentlichen Meinung. Der Einzige, der zur Familie hält, ist Kapitän Horster. Auch er wurde aus genannten Gründen entlassen. Thomas will mit seiner Familie in die neue Welt (Amerika) ziehen, wobei ihm Kapitän Horster zur Seite steht. „In solcher Schweinerei wollen wir nicht länger leben.“ Die ganze Stadt hat sich gegen ihn gerichtet.
Dann tritt eine überraschende Wendung ein: Peter spricht mit seinem Bruder über Morten Kiils großes Vermögen. Thomas räumt ein, die Familie rechne später mit einer größeren Erbschaft. Der Stadtvogt unterstellt ihm daraufhin, dass alles „eine verabredete Revanche für das Testament des alten rachsüchtigen Morten Kiil“ sei. Außerdem stellt er Dr. Stockmann eine Wiedereinstellung als Badearzt in Aussicht, wenn dieser seine Anschuldigungen zurücknimmt. Kurz nachdem der Stadtvogt das Haus verlassen hat, erscheint Morten Kiil und setzt Thomas darüber in Kenntnis, dass er bis vor kurzem Geld zur Seite gelegt habe, das sowohl Kathrine als auch den Kindern zugutekommen sollte. Doch nun habe er das Geld in Aktien des Kurbades investiert und nahezu alle Wertpapiere aufgekauft. Wenn Thomas die Zukunft seiner Familie nicht vollkommen gleichgültig sei, dann müsse er seinen Irrtum hinsichtlich der Wasserverschmutzung zugeben. Nur so würden die Aktienkurse wieder steigen und die Zukunft der Familie bliebe gesichert. Als Besitzer der Gerberei, von der die Verschmutzung des Kurortes ausgeht, will Morten Kiil verhindern, dass sein Ruf und der seines Unternehmens Schaden nehmen.
Hovstad und Aslaksen treten auf. Sie glauben, dass die Aufdeckung der Missstände des Kurbades ausschließlich dazu diente, die Aktienkurse zu senken, um die Papiere günstig erwerben zu können. Nunmehr ergreifen sie wiederum für Dr. Stockmann Partei und bieten ihm ihr Blatt als Instrument zur Beeinflussung der öffentlichen Meinung an. Sie erhoffen sich von ihm finanzielle Unterstützung für den „Volksboten“.
Daraufhin verliert Thomas die Fassung, bedroht die beiden Herren mit einem Regenschirm, lehnt das Angebot von Morten Kiil ab und beschließt, nicht nach Amerika auszuwandern. In seiner Heimatstadt will er seine beiden Söhne mit Petras Hilfe unterrichten und zu freien, vornehmen Männern erziehen. Außerdem sollen weitere Kinder von Freidenkern oder Bedürftigen diesen Unterricht besuchen. Unterkunft könnten sie bei Kapitän Horster finden. Dr. Stockmanns Entschluss steht fest: Er und seine Familie werden sich der Gesellschaft nicht beugen. Im Gegenteil: „Ich will den Hunden ja nur einbläuen, dass die Liberalen die hinterlistigsten Feinde freier Männer sind, – dass die Parteiprogramme allen jungen, lebensfähigen Wahrheiten den Hals umdrehen, – dass Zweckmäßigkeitsrücksichten Moral und Rechtschaffenheit auf den Kopf stellen, so dass das Leben hier schließlich rein zur Qual wird.“ Dr. Stockmann fürchtet sich nicht vor den „Isegrims“, denn „der ist der stärkste Mann auf der Welt, der allein steht“.

## Akteure und Ort

### Die Brüder Stockmann
Einerseits handelt es sich bei dem Konflikt zwischen Peter und Thomas Stockmann um die Auseinandersetzung zwischen älterem und jüngerem Bruder, andererseits vertreten beide gegensätzliche politische Positionen.

#### Thomas, der Badearzt

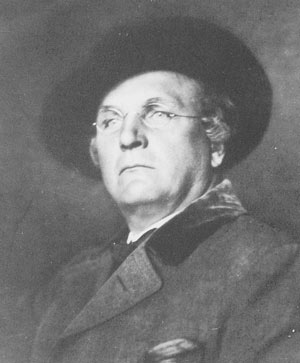
Norwegischer Schauspieler Egil Eide als Dr. Stockmann

Dr. Thomas Stockmann ist der Badearzt des Kurortes und genießt – genoss – deshalb ein sehr hohes Ansehen in der Stadt. Zuversichtlich, optimistisch und erwartungsvoll sieht er der Zukunft entgegen. Sich selbst beschreibt er als „Mann der Wissenschaft“, ist aber gleichzeitig gutgläubig, denn er verteidigt seinen Bruder anfangs als ein tüchtiges, intelligentes Stadtoberhaupt und widerspricht zunächst sowohl Hovstad, der die Machenschaften der städtischen Beamtenschaft im Volksboten anprangern will, wie auch Aslaksen, als der ihm die Unterstützung der einflussreichen Kleinbürger anbietet. Denn eine so „klare einfache Sache“ mache „besondere Vorkehrungen“ unnötig. Außerdem bezeichnet er seinen Schwiegervater Morten Kiil, der in Wirklichkeit ein reicher und einflussreicher Mann ist und nicht zuletzt den Großteil seines Vermögens an Thomas’ Familie vererben wird, als harmlosen „alten Dachs“. Sein Idealismus und Optimismus führen zu einer Verblendung, so dass er sein Umfeld, seine Umgebung nicht durchschaut.
Thomas lebt gern behaglich und teils über seine Verhältnisse, „wie ein Grandsigneur“. Seinen hohen Lebensstandard hat er seinem Bruder zu verdanken, der ihn zum Badearzt des florierenden Kurortes ernannt hat. Es gab Zeiten, in denen er „ohne Brot […], ohne feste Einnahmen“ dastand. Nach mehreren einsam verbrachten Jahren im abgelegenen Norden ist er glücklich, wieder in der Heimat zu leben. Es ist ihm „ein Lebensbedürfnis, mit jungen, frischen, unbekümmerten Leuten, mit frei denkenden, unternehmungslustigen Leuten zusammen zu sein […]“. Der Arzt ist gastfreundlich und gesellig, schließlich empfängt er jeden in seinem Haus – zuweilen etwas distanzlos.
Doch die Figur des Doktors ist komplexer angelegt, denn er ist gleichzeitig ein streitbarer Individualist. Dass es neben seiner Perspektive andere gibt, erstaunt ihn. Er zeigt ein ausgeprägtes Selbstbewusstsein, ist eigenwillig und entschlossen. Nachdem er ausgeführt hat, dass auch zeitweise Wahrheiten veralten, äußert er sich am Ende der von ihm einberufenen Versammlung, als sich die geschlossene Masse gegen ihn stellt, unerbittlich und grausam. Wenn seine Wahrheit nicht obsiegt, kann seinetwegen die gesamte verlogene Gesellschaft, das gesamte Volk zugrunde gehen.
Sein Bruder Peter beschreibt ihn folgendermaßen: „Du hast eine unruhige, streitbare, aufrührerische Gemütsart.“ Er habe von Natur aus den Hang, seine eigenen Wege zu gehen. Außerdem sei er „irritabel“, übereilt und rücksichtslos. Er verhalte sich undiplomatisch und es verwundere nicht, dass er die derzeitige Politik ablehne.
„Eine Partei, die ist wie eine Fleischhackmaschine; darin werden alle Köpfe zu einem Brei zerrieben; und deshalb sind sie auch alle Schwachköpfe und Flachköpfe, einer wie der andere.“ Thomas will keine Autorität über sich dulden, weshalb ihn sein Bruder als lästigen Mitarbeiter, der Redakteur Hovstad aber als „Revolutionär“ bezeichnet.
Der Stadtvogt und Bruder fasst diese Haltung zusammen: „Du beklagst Dich über die Behörden, ja selbst über die Regierung, – reißt sie sogar herunter, – behauptest, Du würdest zurückgesetzt, verfolgt. Aber kannst Du anderes erwarten?“
Der Badearzt äußert sich teilweise aufbrausend, zynisch und verwendet Kraftausdrücke. Stark auf sich selbst bezogen, vergisst er seine Familie. „Alles denkt nur an die Familie und nicht an die Gesellschaft“. Seine Frau hingegen denkt an die Familie, denn „in solchen Sachen kennt sie [seine Frau] sich aus.“
Zuweilen wirkt Thomas herrisch, wenn er mit seiner Frau und seinen Kindern redet – alle sollen ihm widerstandslos gehorchen. Er selbst hält sich für uneigensinnig und bescheiden: „Ach was! Im Grunde habe ich ja doch nur meine Pflicht getan.“
Thomas ist besorgt um das Wohl der Badegäste, denn er fühlt sich als Arzt verantwortlich. Folglich will er die Wahrheit nicht verschweigen, sondern in die Öffentlichkeit tragen: Mit der Wahrheit „ziehe ich durch die Stadt und lese es an allen Straßenecken vor“. Sein ausgeprägtes Bedürfnis, sich immer einzumischen, mitzureden und zu kommentieren, macht ihn nicht nur zu einem „enorm fruchtbare[n] Mitarbeiter“ des „Volksboten“ sondern auch zu einem Demokraten („ein nützlicher und tätiger Staatsbürger“): „Ist es denn nicht die Pflicht eines Staatsbürgers, sich dem Publikum mitzuteilen, wenn er einen neuen Gedanken hat!“
Politisch ist Thomas sehr engagiert. Er sei der erste und einzige gewesen, „der eingesehen hat, die Stadt könnte ein blühender Badeort werden“. Für diesen Gedanken habe er gekämpft. Schon immer wollte er etwas Gutes für seine Vaterstadt bewirken. Daher freut er sich, als man ihn nach seiner Entdeckung zunächst einen „Volksfreund“ nennt. Da Peter ihn beim Bau des Bades nicht an den Entscheidungen beteiligt hat, möchte er ihm jetzt beweisen, dass er damals Recht hatte. Beharrlich und unbeugsam bringt er deshalb die Wahrheit ans Licht: „Was ich tue, tue ich im Namen der Wahrheit und um meines Gewissens willen.“ Thomas handelt damit im Sinne der Medizinethik sowie der Wissenschaft und Freiheit, folglich progressiv und liberal: „Ich will die Freiheit haben, mich über alle möglichen Angelegenheiten der Welt auszusprechen!“ Doch beharrt er darauf stets im Recht zu sein, da er den Klugen und geistig Vornehmen immer der Mehrheit gegenüber für überlegen hält.
Ungebrochen, beharrlich und tatkräftig, beschließt der Doktor letztendlich im Kurort zu bleiben und für Wahrheit und Freiheit zu kämpfen. Gemeinsam mit seiner Tochter will er seine Ideale den eigenen Söhnen und Kindern Freigesinnter weitergeben.

#### Peter, der Stadtvogt
Peter, der ältere Bruder von Thomas, gleichzeitig Stadtvogt, Polizeidirektor und Vorsitzender der Badeverwaltung, ist ein Konservativer. „Ach, das Publikum braucht gar keine neuen Gedanken. Dem Publikum ist am besten mit den alten, guten, anerkannten Gedanken gedient, die es schon hat.“ Der Stadtvogt ist ledig und macht aus der Sicht seines Bruders „nur Geschäfte, und immer wieder Geschäfte“. Die Ämterhäufung bietet ihm Anerkennung und Halt. Um seine Macht zu erhalten, verhält er sich autoritär und egoistisch, denn er handelt „um meiner [seiner] selbst willen.“ Von Thomas grenzt er sich ab: Er sei „von einem anderen Schlage“. Seine Autorität lässt er jeden spüren, auch indem er demonstrativ den Kommandostab mit sich führt und die Amtsmütze trägt. Zudem bedient er sich einer hölzern wirkenden Amtssprache, indem er viele Nominalisierungen, Fremdwörter und Fachbegriffe verwendet. Darüber hinaus beruft er sich häufig auf seine Stellung: „ich, als Vorsitzender der Badeverwaltung“ oder „ich, dein oberster Vorgesetzter“. Dadurch entsteht der Eindruck einer gewissen Unsicherheit, weil er seine Stellung explizit hervorhebt, um sein Ansehen zu steigern: „[…] ich [wache] vielleicht mit einer gewissen Ängstlichkeit über meinem Ansehen […]“.
Sein Bruder, der Kurarzt, würde seine Macht untergraben und seinem Ansehen schaden, wenn er die Öffentlichkeit über die Verschmutzung des Wassers informierte. Die Hierarchie prägt sein Denken und Handeln. Seinem Bruder hält er vor, „als angestellter Bediensteter des Bades“ dürfe er keine Überzeugung aussprechen, die im Gegensatz zu der seiner Vorgesetzten stehe. „Der einzelne muß sich durchaus dem Ganzen unterordnen, […] den Behörden, die über das Gemeinwohl zu wachen haben.“
Außerdem verleugnet er seinen „unvorteilhaften“ Familienhintergrund und zeigt seine Verachtung für die Kleinbürger, speziell wendet er sich gegen Hovstad als Redakteur des „Volksboten“: „Es ist was Merkwürdiges mit den Leuten, die direkt von Bauern abstammen; taktlos sind und bleiben sie nun einmal.“
Der Stadtvogt hält immer Maß und Ordnung, sodass alles „auf dem geschäftsordnungsmäßigen Weg“ erfolgt. Er bezeichnet sich als „ein bisschen haushälterischer“ als sein Bruder, den er für verschwenderisch und dekadent hält. Weiterhin sei es nicht seine Art, „einem in die Haare zu fahren“. Stattdessen bringt er Menschen durch Argumente und Druck auf seine Seite.
Oft korrigiert der Ältere seinen Bruder und wirkt wie sein Erzieher. Obwohl alleinstehend, belehrt er Thomas, ein „Familienvater“ dürfe „nicht so handeln, wie du es tust“. „Es war immer meine Hoffnung, dich einigermaßen im Zaume halten zu können, wenn ich dir beistand, deine ökonomische Stellung zu verbessern.“ Außerdem klärt er seinen Bruder auf, dass die öffentliche Meinung „ein überaus variables Ding“ sei.
Als Vorsitzender der Badeverwaltung verfolgt der Stadtvogt ökonomische Interessen: „Welchen Riesenaufschwung hat der Ort nicht in den letzten paar Jahren genommen! Hier ist Geld unter die Leute gekommen; Leben und Bewegung! Haus- und Grundbesitz steigen im Wert mit jedem Tage. […] Die Armenlast hat sich für die besitzenden Klassen in erfreulichem Maße vermindert […].“ Als „großes, neues, prächtiges Bad“ werde es die „vornehmste Lebensquelle der Stadt.“ Durch das Bad „herrscht ein schöner Geist der Verträglichkeit in unserer Stadt; – ein Bürgersinn, wie er sein soll“. Er hält den Kurbetrieb für den Mittelpunkt des bürgerlichen Lebens, da sich alle „um eine große, gemeinsame Angelegenheit scharen können“. Folglich fühlt er sich für die Bürger der Stadt verantwortlich – nicht für die Badegäste von außen.

#### Das Verhältnis der Brüder zueinander
Obwohl von Konflikten geprägt, scheint die Brüderbeziehung langfristig stabil zu sein, denn beide unterstützen einander – solange ihre gegensätzliche Weltanschauung und die damit verbundenen Handlungsweisen dies erlauben. Beispielsweise verteidigt Thomas seinen Bruder zunächst als ein tüchtiges und intelligentes Stadtoberhaupt, und Peter bietet ihm bis zuletzt die Möglichkeit, seine Aussagen zurückzunehmen, sodass er ihn wieder als Badearzt einstellen kann.
Schon lange herrscht Uneinigkeit zwischen den beiden, was die Verdienste um den Bau des erfolgreichen Kurbades angeht. Thomas beansprucht für sich, die Grundlagen für das Bad geschaffen zu haben. Peter belächelt dies und sagt: „Ideen hat mein Bruder gewiss Zeit seines Lebens genug gehabt – leider. Wenn aber etwas ins Werk gesetzt werden soll, so werden Männer von anderem Schlage gebraucht.“ Er räumt ein, Thomas „hätte auch einen bescheidenen Anteil an diesem Unternehmen.“ „Als […] der passende Moment gekommen war, da nahm ich […] die Sache in die Hand.“
Laut Thomas wurde das Aufnahmebecken zu niedrig gebaut, sodass es zu der entdeckten Vergiftung des Wassers kommen konnte. Es muss, so fordert er, nach einer weit höheren Stelle verlegt werden. Er „habe dagegen geschrieben, als man [sein Bruder] den Bau beginnen wollte. Aber damals wollte kein Mensch auf mich hören.“ Aus diesem Grund möchte Thomas nun diesen „Missgriff“ öffentlich anprangern.
Die Brüder betrachten sich und die Gesellschaft aus unterschiedlichen Perspektiven. Thomas ist in erster Linie ein „Mann der Wissenschaft“, der als Badearzt für das Wohlergehen der Badegäste und als Wissenschaftler für die Wahrheit, aber auch die Freiheit – genauer Meinungsfreiheit – kämpft. Darüber hinaus zeigt er sich als Idealist, denn er handelt altruistisch – im Sinne der Badegäste – und verfolgt dabei keine egoistischen, materiellen Ziele. Peter dagegen vertritt konträre Wertvorstellungen. Als Inhaber der Macht ist er Befürworter der Loyalität gegenüber höheren Instanzen und verlangt dabei ein gewisses Maß an Opferwillen im Sinne des Gemeinsinns. Ihm liegt viel am Erhalt der Gesellschaftsordnung, so wie sie ist. Dem Publikum sei mit den guten, alten Gedanken und Ideen gedient. Peter ist das Pendant zum idealistischen Rebellen – ein den Konventionen verpflichteter gut situierter Würdenträger, geleitet durch Profitdenken.

### Die Familie Dr. Stockmanns
Thomas’ Familie bildet sein Rückgrat. Sie unterstützt ihn und gibt ihm Halt, während die Gesellschaft sich gegen ihn wendet und ihn als Volksfeind deklariert.

#### Kathrine, seine Frau
„Käte“ Stockmann wirkt oftmals wie die Bedienung oder sogar das Eigentum ihres Mannes: „Du hast den Toddy doch nicht vergessen, Käte?“ Die Art und Weise, wie sie die Gäste empfängt und bewirtschaftet, bestätigt die erfolgreiche Unterdrückung durch Thomas: „Hier ist Arrak, und das da ist Rum; und hier steht der Kognak.“ Dennoch steht sie entschlossen und loyal hinter ihrem Mann: „So werde ich Ihnen – ein altes Weib zeigen, das auch einmal Mann sein kann. Denn nun halte ich es mit dir, Thomas!“ Hin und wieder übt sie auch Kritik an ihm: „Ach ja, das Recht, das Recht; was hilft dir das Recht, wenn du nicht die Macht hast?“ Dies zeigt außerdem ihre pragmatische Denkweise.
„Käte“ sorgt für die Kinder und verhält sich dabei oft schützend und restriktiv. So weist sie diese in ihre Zimmer zurück, wenn sie aus Neugier den Konversationen der Erwachsenen lauschen. „Nun macht aber, dass ihr hineinkommt, ihr Jungens; ihr habt gewiss noch Schularbeiten für morgen.“ Auch gegenüber ihrer Tochter, der Lehrerin Petra, verhält sie sich autoritär. „Willst du wohl schweigen, Petra!“ Auch sie soll sich aus den politischen Angelegenheiten heraushalten.
Das Gleiche verlangt Thomas Stockmann von ihr. Sie habe sich um ihre Hauswirtschaft zu kümmern und ihm die Sorge um das Gemeinwesen zu überlassen. Deshalb strickt sie, während die anderen sich unterhalten oder zieht sich ganz zurück: „Komm, Petra. Sie und Petra ab in das Zimmer links.“
Doch wenn es sich um das Wohl der Familie, gar um deren Existenz handelt, mischt sie sich ins Gespräch ein. Sie hat Angst davor, dass Thomas sie erneut „allesamt ins Unglück“ stürzt: „Dann stehst du wieder ohne Brot da, ohne feste Einnahmen. Ich sollte meinen, das hätten wir in früheren Tagen zur Genüge gekostet; vergiss das nicht, Thomas […]“. Deutlich weist sie ihn auf seine Verantwortung hin. „'Aber gegen deine Familie, Thomas? Gegen uns? Nennst du das deine Pflicht tun gegen die, deren Versorger du bist?“ Vergeblich versucht sie ihn zu mäßigen: „Aber so beherrsche dich doch“ und „werde nur nicht gleich hitzig, Thomas“. Verzweifelt sucht sie Hilfe bei Gott und bittet um seinen Trost.
Den Streit um Ruhm und Ehre zwischen ihrem Mann und seinem älteren Bruder versucht sie zu schlichten. „Aber lohnt es sich denn, Aufhebens davon [wer für den Bau des Kurbads verantwortlich war] zu machen? Können Sie und Thomas sich nicht brüderlich in die Ehre teilen?“ Gleichzeitig versucht sie ihren Mann zum Einlenken zu bewegen: „Weißt du was, Thomas, du solltest nett sein und die Ehre mit ihm [Peter] teilen. Könnte es nicht heißen, er habe dich auf die Spur gebracht –?“ Doch diese Schlichtungsversuche scheitern, und als der Konflikt zwischen beiden eskaliert, wirft sie sich zwischen die Kontrahenten, um Schlimmeres zu verhindern.

#### Petra, seine Tochter
Petra ist Thomas’ einzige Tochter. Sie ist Lehrerin und würde am liebsten ihre eigene Schule eröffnen, denn „Zu Hause wie in der Schule ist so viel Unwahrheit. Zu Hause soll geschwiegen werden, und in der Schule müssen wir den Kindern vorlügen.“ In Zukunft will sie Journalistin werden, entscheidet sich jedoch anders, als ihr Hovstad offenbart, dass die „Zeitungsschreiber“ nicht viel taugen und es sich bei seiner Unterstützung für ihren Vater eigentlich um einen Annäherungsversuch handelte.
Genau wie ihr Vater will sie „verkannten Wahrheiten“ und „neuen, mutigen Anschauungen“ den Weg bahnen. Sie lehnt Lüge und Hinterlist strikt ab: „Pfui; so heimtückisch gehen Sie [Hovstad] also hin und legen Ihren Lesern Schlingen; Sie sind doch keine Spinne.“ Sie wisse, was sie zu glauben habe und sieht sie der Zukunft enthusiastisch und optimistisch entgegen, denn es gebe „so viel Gutes und Nützliches“ zu vollbringen. Es ist daher kaum verwunderlich, dass sie mit den Anschauungen ihres Vaters sympathisiert und ihn von Anfang an unterstützt.
Petra ist neugierig und politisch interessiert und wie ihr Vater der Meinung, dass das Gemeinwohl wichtiger als die Familie ist („Ach, denk doch nicht immer zuerst und vor allem an uns, Mutter.“). Ibsen zeichnet sie, ungewöhnlich für das späte 19. Jahrhundert, als emanzipierte berufstätige junge Frau. Im Gegensatz zu den Männern versteht sie Englisch. Insgesamt wirkt sie gebildeter. Als Lehrerin ist sie tüchtig und fleißig. Ihr Auftreten ist entschlossen, mutig und selbstbewusst. Im Vergleich zu ihrer Mutter gibt Ibsen ihr männlich konnotierte Züge: „Könnte ich diesem Onkel nur an den Kragen.“

#### Eilif und Morten, seine Söhne
Eilif, 13 und Morten, 10 Jahre alt, gehen nicht gerne in die Schule und freuen sich daher, als ihr Vater entscheidet, ihnen gemeinsam mit Petra Privatunterricht zu geben. Sie sollen zu freien, vornehmen Männern erzogen werden. Die Voraussetzung dafür haben sie: Neugier.
Morten ist ein lebensfroher, abenteuerlustiger Junge. In der Schule hat er gelernt, dass Arbeit eine Strafe für die eigenen Sünden darstellt, weshalb er später nicht arbeiten möchte. Morten, obwohl er der Jüngste ist, verhält sich mutig und hinterfragt alles wie ein Wissenschaftler: „Aber was werden wir tun, wenn wir freie und vornehme Männer geworden sind?“ oder: „dürfen wir dann [als Heiden] alles tun, was wir wollen?“
Eilif ist eher zurückhaltend und nachdenklich, übertritt aber manchmal die von Erwachsenen gesetzten Grenzen. Er hält seinen jüngeren Bruder für dumm, weil der Arbeit als Strafe für begangene Sünden ansieht. „Pah! Wie dumm du bist, so etwas zu glauben.“ Sein Vater verdächtigt ihn, dass er „dann und wann eine Zigarre maust“.

### Morten Kiil
Als Kathrine Stockmanns Pflegevater Morten Kiil von Thomas’ Entdeckung hört, kommt er sofort, um Näheres zu erfahren, schließlich ist seine umweltbelastende Gerberei der größte Urheber der Vergiftung des Wassers.
Er ist misstrauisch und wittert überall Hinterhalt: „man soll keinem trauen; ehe man sich dessen versieht, ist man hinters Licht geführt“. Durch das Familienunternehmen reich geworden, behauptet er dennoch das Gegenteil: „Ich habe das Geld auch nicht so dick.“ Als ehemaliges Vorstandsmitglied des Stadtrates war er einflussreich. Noch immer ist er verbittert über seinen Ausschluss. „Wie ein Hund haben sie mich herausvotiert, die Leute! Aber jetzt kriegen sie ihr Fett.“ Um sich zu rächen, stachelt er seinen Schwiegersohn auf, die gegenwärtige Obrigkeit „ordentlich“ hineinzulegen. „Wenn Sie [Thomas] es dahin bringen, dass der Stadtvogt und seine Freunde in die Patsche zu sitzen kommen, dann gebe ich auf der Stelle hundert Kronen für die Armen.“
Der alte Eigenbrötler (alter „Dachs“) möchte aber unbedingt seinen guten Namen und Ruf bewahren, welche er durch die Veröffentlichung des Doktors stark geschädigt sieht. Er „will leben und sterben als reinlicher Mensch“.
Dazu verwendet er skrupellose Methoden. Auf Thomas’ Eigennutz spekulierend, kauft er billig alle Badeaktien auf, die nach Aufdeckung des Skandals nahezu wertlos geworden sind. Auf diese hinterlistige Weise will er seinen Schwiegersohn zum öffentlichen Widerruf bewegen. Danach würden die Preise der Papiere wieder steigen und das Familienerbe wäre gesichert. So erweckt er bei den Honoratioren den Eindruck, Thomas habe aus finanziellen Erwägungen eigennützig hinterlistig gehandelt.
Morten Kiils Denken und Handeln sind bestimmt vom Geld und der darauf beruhenden Macht. Er wirkt unzugänglich, Ich-bezogen und selbstsicher. Seine Mittel wählt er ohne Skrupel mit Bedacht, sodass er den Anschein von Wohlanständigkeit wahrt.

### Kapitän Horster
Der Schiffskapitän ist vermögend durch sein Erbe. „Das große Haus meines seligen Vaters steht ja so gut wie leer; zu ebener Erde ist ein riesiger Speisesaal“; den stellt er Thomas für seine Enthüllung zur Verfügung und entscheidet sich damit für die „Wahrheit“.
Im Gegensatz zu Familie Stockmann lebt er eher bescheiden. Regelmäßig fährt er von Norwegen nach Amerika. Obwohl introvertiert dargestellt – seine Rolle umfasst lediglich geringe Redeanteile – wirkt er offen und handelt mutig. Er ist ein loyaler großherziger Freund der Familie Stockmann und zeigt Mitgefühl, als sich die öffentliche Meinung gegen sie wendet – „ich wollte doch mal her und sehen, wie es hier geht“ Mutig bringt er die Stockmanns heil durch die wütende Menschenmenge zu ihrem Haus. Er will Thomas und seine Familie sogar auf seinem Schiff mit nach Amerika nehmen, um ihnen die Flucht vor der aufgewiegelten Masse zu ermöglichen.
Sein Altruismus wird auch deutlich, als ihm wegen Thomas gekündigt wird: „Nehmen Sie sich es weiter nicht zu Herzen; ich finde schon eine Stelle bei irgend einer auswärtigen Reederei.“
Horster hält sich von politischen Angelegenheiten des Kurbads fern, denn er versteht sich „auf so etwas“ nicht. Als Billing erklärt, alle sollten am Steuer mittun, d. h. an Wahlen teilnehmen, erwidert der Kapitän, dies möge am Festland angebracht sein, „aber an Bord würde es nicht gut gehen.“ Durch Beruf und Haltung unterscheidet er sich von den Bürgern. Peter Stockmann begründet dies so: „Seeleute sind wie Zugvögel; sie fühlen sich im Norden und Süden zu Hause.“

### Die „Volksboten“

#### Hovstad
Hovstad ist der maßgebliche Redakteur des „Volksboten“, der einzigen Lokalzeitung des Kurbads. Er stammt aus einer Bauernfamilie niedrigen Standes und ist stolz darauf, dass er „tief in den niederen Klassen wurzle“. Seine Arbeit als Journalist ist mit einem erheblichen sozialen Aufstieg verbunden. Das Blatt gilt als politisch unabhängig, fortschrittlich und freisinnig. Hovstad behauptet, diese Ideale standhaft zu vertreten. Er sei „keine Wetterfahne – und werde es auch niemals sein“.
Der Redakteur nimmt zunächst die Enthüllungen des Badearztes begeistert auf und will – vordergründig Freiheit und Fortschritt verpflichtet – offen und mit dem Ziel, die Obrigkeit zur Umkehr zu bewegen, über die Wasserverseuchung berichten. Allerdings ist ein starkes, zunächst verborgenes Motiv dabei seine Zuneigung zu Petra, deren Gunst er über den Vater zu gewinnen trachtet. Als ihm die Machtverhältnisse jedoch bewusst werden und Petra seine Avancen zurückweist, ändert er abrupt opportunistisch seine Position und passt seine Berichterstattung dem allgemeinen, von wirtschaftlichen Interessen geprägten Willen der Gesellschaft an. „Die Politik ist ja doch die Hauptsache im Leben – oder wenigstens für eine Zeitung; und sollen die Leute mir folgen zur Freiheit und zum Fortschritt, so darf ich sie nicht abschrecken“. Indem er sich jeweils auf die Seite der derzeit „geschlossenen Mehrheit“ stellt, hofft er, seine Stellung und sein Ansehen zu sichern.

#### Billing
Billing, Mitarbeiter des „Volksboten“, tritt als anständiger Bürger und Demokrat auf. Er geht aus Prinzip wählen und ist schockiert über Horsters Haltung, sich nicht um die öffentlichen Angelegenheiten zu kümmern. Wenigstens solle man mitstimmen, denn „Die Gesellschaft ist wie ein Schiff. Alle Mann müssen mittun am Steuerruder.“
Häufig vertritt er die Meinung seines Vorgesetzten Hovstadt oder pflichtet ihm bei: „Sehr richtig.“ Enthusiastisch und emotional, gibt er sich kämpferisch und verwendet ähnlich drastische Wendungen wie Doktor Stockmann: „Krieg bis aufs Messer, will ich hoffen! Das Messer an die Kehle […] !“ Seine Meinungsäußerungen unterstreicht er mit Flüchen und umgangssprachlichen Metaphern: „Das ist, Gott verdamm’ mich, klar wie Kloßbrühe!“ Seinem forschen Auftreten gegen die Kurverwaltung steht seine Macht- und Einflusslosigkeit in der Gemeinde gegenüber. Obwohl er weiß, dass er kaum Chancen hat angenommen zu werden, hat er sich, ohne Hovstdad darüber zu informieren, für den Sekretärposten beim Magistrat beworben. „Solch eine Zurücksetzung feuert den Kampfesmut an; – man erhält sozusagen eine Zufuhr von frischer Galle, und das tut einem wirklich not in solch einem Krähwinkel wie hier, wo so selten etwas wirklich Aufregendes passiert.“ In Billings einfachem Weltbild gibt es nur Gut und Böse, gelenkt und sanktioniert von einer „überirdische[n] Macht“.

#### Aslaksen
Als Vorsitzender des Vereins der Hausbesitzer ist Aslaksen Repräsentant der Kleinbürger, vertritt damit „die geschlossene, kompakte Mehrheit“ und nimmt eine „Machtstellung“ ein. Außerdem ist er als Buchdrucker der Geldgeber des Volksboten, der dem Redakteur Hovstad „Satz, Druck und Papier kreditiert“ und hat somit Einfluss auf die Berichterstattung. Er bezeichnet sich selbst als „friedfertiger“, „besonnener und gefügiger Staatsbürger.“ Unbedingt will er eine „Kränkung der Obrigkeit“ verhindern. Der Stadtvogt beschreibt ihn als einen Mann der (politischen) Mitte.
Zunächst stellt sich Aslaksen auf die Seite des Doktors und ergreift – im Gegensatz zu Hovstad und Billing – sogleich die Initiative, um die Bürgerschaft zu organisieren. Als er die wirtschaftlichen Interessen seiner Klientel gefährdet sieht, unterstützt er ebenso wirkungsmächtig den Stadtvogt. Dabei mahnt er stets zur Mäßigung als „erste Bürgerpflicht“. Um dem Stadtvogt bei der Manipulation der Masse zu sekundieren, übernimmt er die Leitung der Versammlung, die Dr. Stockmann zur Information der Bürger einberufen hat. „Wenn das Vertrauen meiner Mitbürger mich ruft, so darf ich nicht nein sagen – Händeklatschen und Beifallsrufe.“ Es ist der gemäßigte Bürger Aslaksen, der den Badearzt zum Volksfeind wählen lässt und ihn damit der aufgebrachten Menge ausliefert.

### Die Bürgerschaft
Die Bürgerschaft tritt als Publikum auf der Volksversammlung in Akt 4 auf. Sie bildet die „kompakte“ beziehungsweise die „geschlossene Mehrheit“. Das Volk nimmt grundsätzlich an allen Versammlungen teil. So sind auch Bürger anwesend, die völlig uninformiert sind: „Sagt doch mal, was ist denn eigentlich heute hier los?“ Die Menge ist vorsorglich mit Trillerpfeife und Horn ausgestattet. Sie ist protest- und gewaltbereit.
Durch den „Volksboten“ sind die Anwesenden im Vorfeld vom Stadtvogt manipuliert worden: „Ja, diesmal muss er [der Badearzt] wirklich unrecht haben, denn weder der Verein der Hausbesitzer noch der Bürgerklub wollten ihm ihren Saal leihen.“ Ihre politischen Meinungen sind durch Presse und Entscheidungsträger geprägt: „Richten Sie sich nur nach dem Buchdrucker Aslaksen, und tun Sie, was er tut;“ so ein Bürger. Die Menge unterliegt dem Gruppendruck, passt sich der Obrigkeit an, denn sie fürchtet sich vor freiem Handeln beziehungsweise eigener Meinungsäußerung: „mit wem soll man’s eigentlich in dieser Sache halten?“ Als skandalös gilt Hovstad, als er sich „Freidenker“ nennt.

### Der Kurort
Der an der südlichen Küste Norwegens gelegene Kurort ist der Schauplatz dieses Dramas.
Der Stadvogt beschreibt die Kleinstadt wie folgt: „Im großen Ganzen herrscht ein schöner Geist der Verträglichkeit“. Es existiere ein „Bürgersinn, wie er sein soll“. Das große, neue, prächtige Kurbad sei „eine große, gemeinsame Angelegenheit“, um die sich alle „scharen können.“ Es bilde die finanzielle „Lebensquelle der Stadt“ und bringe dem Ort einen „Riesenaufschwung“ („Haus und Grundbesitz steigen im Wert“ und „Die Armenlast hat sich für die besitzenden Klassen in erfreulichem Maße vermindert“), „Geld unter die Leute“ und somit „Leben und Bewegung.“
Dagegen kritisiert Dr. Thomas Stockmann, unterstützt von seiner Tochter, eine Gesellschaft, die durch „Mehrheitswahrheiten“ – falsche, metaphorisch „ranzige, verdorbene, neugesalzene“ Wahrheiten – vergiftet sei. Die Zukunft der Stadt gründe „auf einem Schlammboden von Lüge und Betrug.“ Der Grund für die Demoralisierung der Stadtkultur sei „die Verdummung, die Armut, die Elendigkeit der Lebensverhältnisse“ wodurch die „Fähigkeit, moralisch zu denken und zu handeln“ verloren gegangen sei.

## Interpretationsansätze
Nach Rüdiger Bernhardt (2010) war das Drama Ein Volksfeind Ibsens Reaktion auf die heftigen Kritiken, die seine vorher erschienenen Werke Nora oder Ein Puppenheim und Gespenster erfahren hatten. In dem Stück stellt der Autor dar, dass Volksbewegungen nicht immer von gemeinsamen Einstellungen und Zielen bestimmt sind, sondern – wenn sie manipuliert werden – wie der Ausdruck einer Volksmeinung erscheinen (3. und 4. Akt). Wahrheit und Freiheit sind zentrale Themen des Stückes, wobei ihre Bedeutung nicht unveränderlich ist, sondern sich entwickelt; die Grenzen zwischen Wahrheit und Lüge sind fließend.
Christine Mersiowsky stellte 2009 die „Gesellschaftskritik als zentrales Thema des Dramas“ heraus. Horst Bien (1970) folgend, bezeichnet sie Ibsens „letztes Gesellschaftsdrama“ als „kompromisslose Wahrheitsverkündigung“ gegen die zeitgenössische bürgerliche Demokratie. Grundlage dieser Einschätzung war die fundamentale Kritik an Gespenster, nicht nur wie erwartet von konservativer, sondern zu Ibsens Überraschung auch von liberaler Seite.

## Übersetzungen ins Deutsche
Die erste von mehreren Übersetzungen ins Deutsche stammt von dem Linguisten und Übersetzer Wilhelm Lange (Berlin) aus dem Jahr 1883 und erschien im Reclam-Verlag. Der Germanist und Dramaturg Heiner Gimmler besorgte eine weitere Übersetzung 1989. Die Schreibweise des Namens Thomas bzw. Tomas ist je nach Übersetzung und sich darauf beziehendem Kommentar unterschiedlich.

## Literarische Bearbeitung des Dramas
Im Jahr 1951 brachte der amerikanische Schriftsteller Arthur Miller eine für seine Zeit überarbeitete Fassung des Theaterstücks heraus.

## Weitere Bearbeitungen und Adaptationen
Im Jahr 2019 brachte das Salzburger Landestheater eine modernisierte Fassung von Regisseurin Amélie Niermeyer, Frank Max Müller und Thomas Huber unter dem Titel Die Volksfeindin heraus. Diese basiert auf der Übersetzung von Angelika Gundlach. Dr. Stockmann ist hier eine Frau mit dem Vornamen Katrine (im Original der Name der Ehefrau von Dr. Stockmann) und wurde von Juliane Köhler verkörpert.

## Verfilmungen
- 1937 – Ein Volksfeind – Regie: Hans Steinhoff (nationalsozialistisch interpretiert)
- 1978 – Ein Feind des Volkes (An enemy of the people) – Regie: George Schaefer (nach einer Adaption von Arthur Miller)
- 1988 – Ganashatru (Ganashatru) – Regie: Satyajit Ray
- 2004 – Ein Volksfeind (En folkefiende) – Regie: Erik Skjoldbjærg
- 2012 – Schaubühne am Lehniner Platz, Regie Thomas Ostermeier, Verfilmung ZDF, Ausstrahlung am 30. November 2013, 3sat